# Ward (Colorado)
|  | Dieser Artikel wurde aufgrund von inhaltlichen Mängeln auf der Qualitätssicherungsseite des Projektes USA eingetragen. Hilf mit, die Qualität dieses Artikels auf ein akzeptables Niveau zu bringen, und beteilige dich an der Diskussion! Eine nähere Beschreibung der zu behebenden Mängel fehlt. |

Ward ist eine Town in Boulder County im US-Bundesstaat Colorado mit etwa 170 Einwohnern.
Der im Jahre 1860 gegründete und nach Calvin Ward benannte Ort war eine typische Goldgräberstadt, verfügte über zahlreiche Gold- und Silberminen und zählte mit zu den reichsten Städten des Bundesstaates. In Spitzenzeiten lebten 1000 oder mehr Einwohner in der Stadt. 1897/98 wurde Ward von Boulder aus an das Eisenbahnnetz (über den sog. Whiplash and Switzerland Trail) angeschlossen. 1900 kam es zu einem großen Brand, der mehr als 50 Gebäude vernichtete.

## Geschichte

### Historische Objekte
Das historische Denver, Boulder and Western Railway Historic District (auch bekannt als Switzerland Trail of America, zu deutsch: „der Schweizer Pfad Amerikas“), das sich in und um Ward befindet, ist ein historisches Wanderpfadgebiet im Boulder County. Das Gebiet wurde im Rahmen eines historischen Denkmals am 18. September 1980 vom National Register of Historic Places, mit der Nummer 80000882 aufgenommen.